# Florestano Pepe

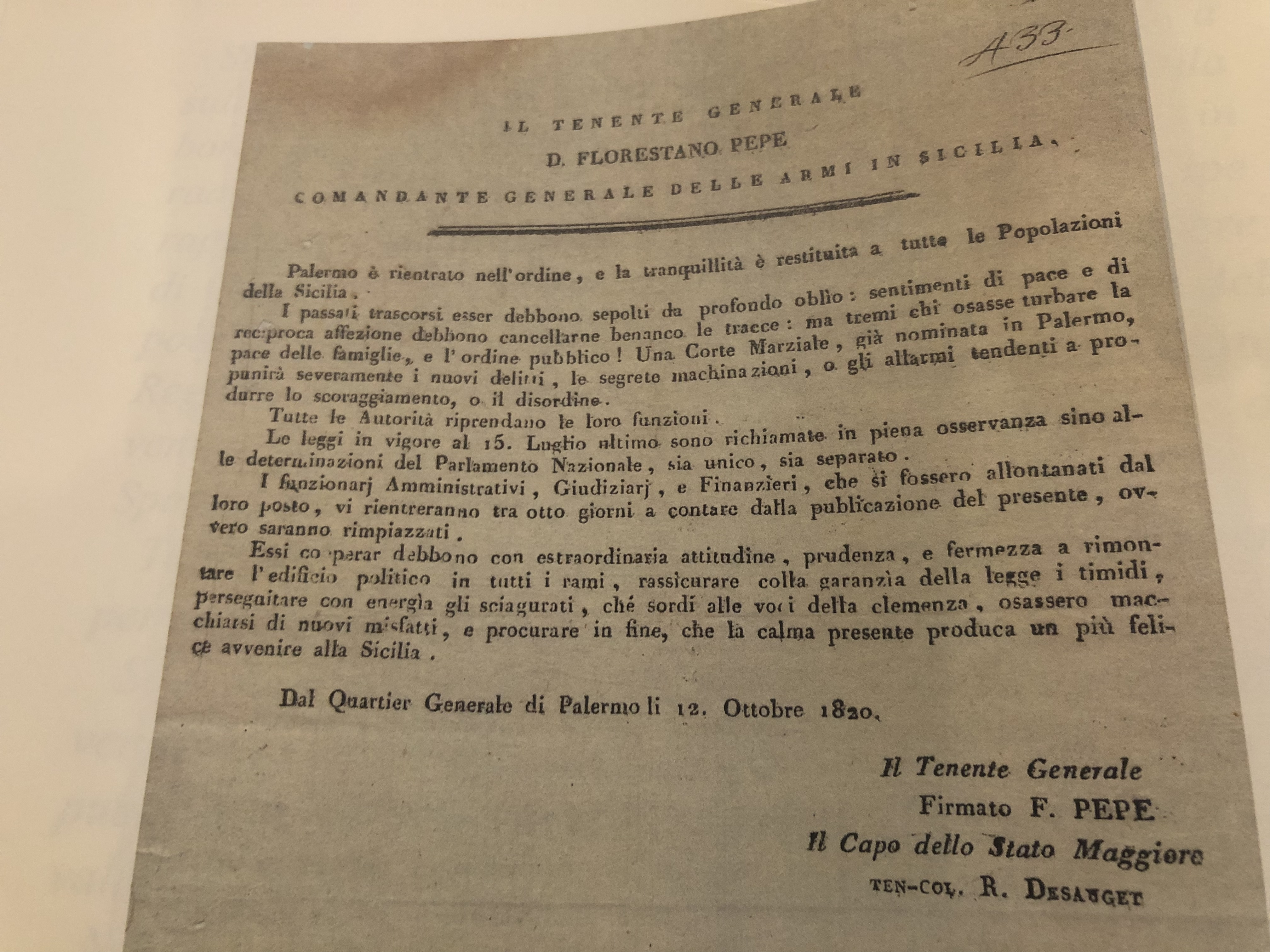
Rapporto scritto da Florestano Pepe riguardo alla situazione a Palermo il 12 ottobre 1820

Florestano Pepe (Squillace, 4 marzo 1778 – Napoli, 3 aprile 1851) è stato un generale e patriota italiano, che fu tra i difensori della Repubblica Napoletana del 1799. Era fratello maggiore del più famoso Guglielmo Pepe.

## Biografia
Entrato nell'esercito in giovane età quale allievo del Collegio Militare della Nunziatella, vi conseguì il grado di Alfiere del Reggimento di Borgogna in Fanteria. Nominato Ufficiale nel 1796, nel 1799 accorse a Napoli a difesa della repubblica partenopea. Subendo la sconfitta contro le truppe borboniche del cardinal Ruffo, venne catturato ed esiliato in Francia dove entrò nell'esercito di Napoleone distinguendosi in molte battaglie, sia al servizio di Giuseppe Bonaparte, re di Napoli, che di Gioacchino Murat.
Nel 1810 fu capo di stato maggiore della divisione napoletana inviata in Spagna e nell’aprile 1812, promosso maresciallo di campo, partecipò alla campagna di Russia napoleonica.
Del periodo sotto Napoleone si ricorda in particolare l'episodio del 5 dicembre 1813, quando la cavalleria napoletana (detta "I Diavoli Bianchi" dallo stesso Bonaparte) scortò Napoleone da Ochmiana (oggi Ašmjany) a Vilno. Vestiti dell'uniforme da parata, senza mantelli nel gelo russo, i cavalleggeri napoletani si impegnarono in furiosi combattimenti contro i cosacchi, giungendo a destinazione in soli trenta su trecento partiti. Lo stesso generale Pepe riportò congelamento degli arti, che gli costò l'amputazione di un piede, insieme ai colonnelli Campana e Roccaromana.
Nel 1815, nella battaglia di Tolentino, ebbe il grado di tenente generale. Dopo la fine del periodo napoleonico, Florestano Pepe conservò il grado nell'esercito borbonico, ma fu richiamato solo nel luglio 1820.
Prese parte alla rivoluzione napoletana del 1820, dove venne ferito. Fu posto al comando nell'agosto 1820 dal governo costituzionale di Napoli del corpo di spedizione contro i rivoluzionari siciliani. Richiamato in ottobre, nel febbraio 1821 fu nominato capo dello stato maggiore generale in vista della guerra contro l’Austria.
Dopo l'arrivo degli austriaci nel marzo 1821 e il ritorno dei Borbone, privato del grado nel 1822, si ritirò a vita privata.

## Lettere

### Rapporto 12 ottobre 1820
Rapporto scritto da Florestano Pepe al governo costituzionale di Napoli riguardo alla situazione a Palermo dopo gli scontri in città delle sue truppe contro i rivoltosi dell'ottobre 1820.
«Palermo è rientrato nell'ordine, e la tranquillità è restituita a tutte le Popolazioni della Sicilia. I passati trascorsi esser debbono sepolti da profondo oblio: sentimenti di pace e di reciproca affezione debbono cancellarne benanco le tracce: ma tremi chi osasse turbare la pace delle famiglie, e l'ordine pubblico ! Una Corte Marziale, già nominata in Palermo, punirà severamente i nuovi delitti, le segrete macchinazioni, o gli allarmi tendenti a produrre lo scoraggiamento, o il disordine. Tutte le autorità riprendano le loro funzioni. Le leggi in vigore al 15. Luglio ultimo sono richiamate in piena osservanza sino alle determinazioni del Parlamento Nazionale, sia unico, sia separato. I funzionari Amministrativi, Giudiziari, e Finanzieri, che si fossero allontanati dal loro posto, vi rientreranno tra otto giorni a contare dalla pubblicazione del presente, ovvero saranno rimpiazzati. Essi coperar debbono con estraordinaria attitudine, prudenza, e fermezza a rimontare l'edificio politico in tutti i rami, rassicurare colla garanzia delle leggi i timidi, perseguitare con energia gli sciagurati, che sordi alle voci della clemenza, osassero macchinare nuovi misfatti, e procurare in fine, che la calma presente produca un più felice avvenire alla Sicilia.»

## Monumenti e palazzi dedicati a Florestano Pepe
Nella città di Catanzaro sorge la caserma dell'esercito dedicata a Florestano Pepe. Ex convento dei frati Cappuccini, la caserma ospita anche un museo del risorgimento (l'unico museo del risorgimento del meridione) 